# Peucetia graminea
Peucetia graminea är en spindelart som beskrevs av Pocock 1900. Peucetia graminea ingår i släktet Peucetia och familjen lospindlar. Inga underarter finns listade i Catalogue of Life.